# EOS Verlag

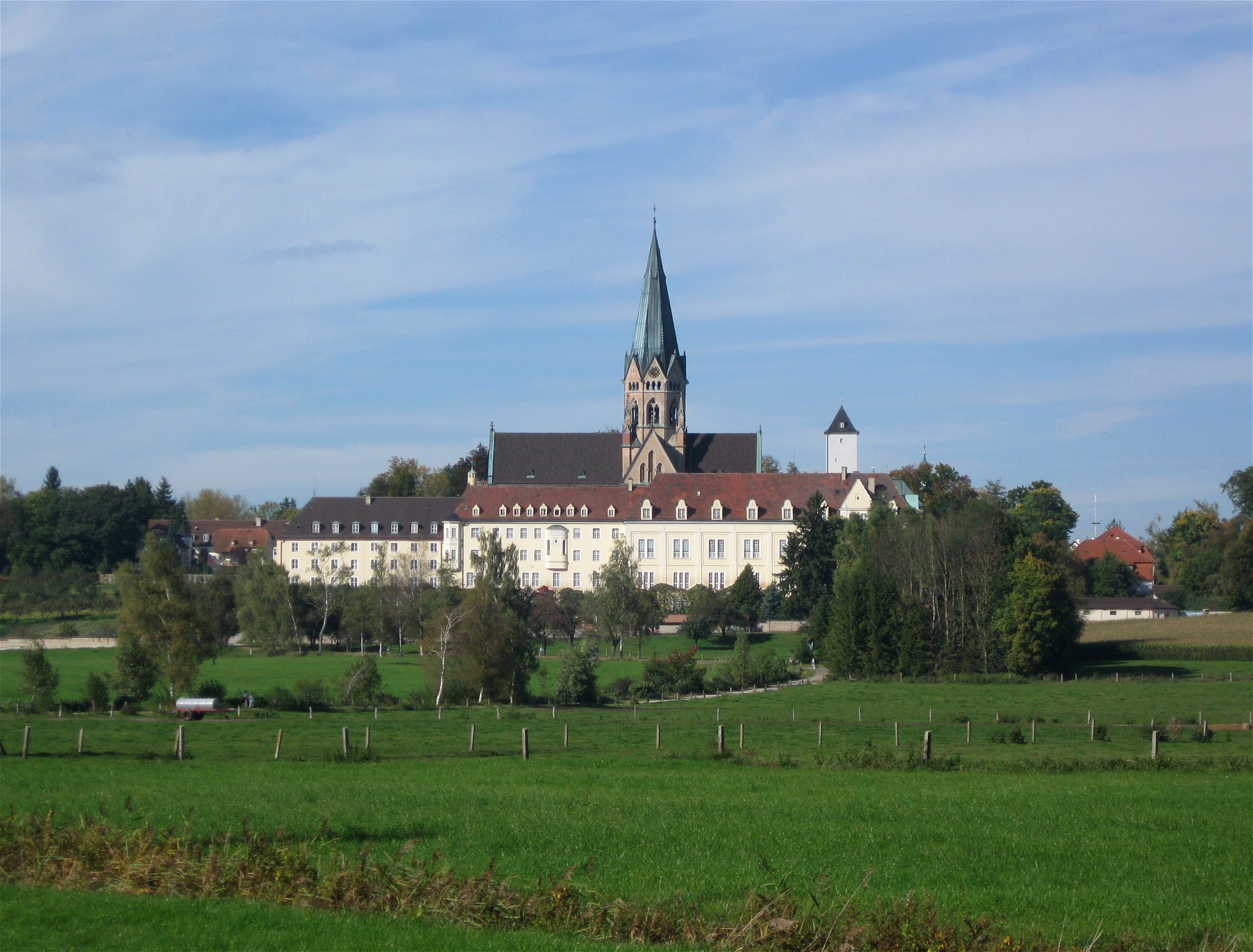
Erzabtei St. Ottilien (2010)

Der EOS Verlag, Erzabtei St. Ottilien ist ein 1902 gegründeter römisch-katholischer Verlag der Benediktiner. Zum Verlagsprogramm gehören Themen des Mönchtums, der Theologie und der Geschichte.

## Geschichte
Bereits 1885 existierte eine Druckerei der Benediktiner im Kloster Reichenbach am Regen in der Diözese Regensburg. 1887 zogen die Mönche nach Emming am Ammersee in den heutigen Landkreis Landsberg am Lech. 1902 wurde der Missionsverlag St. Ottilien gegründet. 1949 erfolgte die Umbenennung in EOS Verlag. Anfangs arbeitete der Verlag zum Eigenbedarf, so die Missionsblätter, Das Heidenkind (Jugendzeitschrift) und der Missionskalender St. Ottilien (Jahrbuch). Darüber hinaus wurden Erzeugnisse der Liturgie und kleinere missionarische Schriften der Mönche verlegt. In den 1970er Jahren verzogen die Druckerei mit Setzerei und der Verlag in ein neueres Gebäude. Letzterer entwickelte sich zu einem Fachverlag für Geschichte, Theologie und Mönchtum.
Der Verlag ist Mitglied im Börsenverein des Deutschen Buchhandels.

## Name
Das 1949 eingeführte Kürzel „EOS“ steht für „Editions of St. Ottilien“. In der griechischen Mythologie ist von einer „Göttin der Morgenröte“, Eos, die Rede, auf die sich der Verlagsname bezieht. Außerdem wurde damit die christliche Ausrichtung des Verlages kenntlich gemacht, denn Jesus Christus wird immer wieder mit Licht in Zusammenhang gebracht.

## Leitung
Die Leiter des Verlages kommen aus den Reihen der Mönche:
- 1934–1971: P. Siegfried Fischer
- 1972–1993: P. Bernhard Sirch
- 1993–2006: P. Walter Sedlmeier[1]
- seit 2006: P. Cyrill Schäfer[2]

## Programm

### Allgemein
Der EOS Verlag verlegt Werke aus den Bereichen Kloster und Orden, Theologie, Spiritualität, Philosophie, Geschichte, Kunst, ‚Literatur, Bayern und Korea. Darüber hinaus erscheinen Zeitschriften und Buchreihen sowie die Studia Anselmiana und CDs (Gregorianische Gesänge, Ostkirchliche Liturgie, Orgel, Trompete und Kammermusik, Flötenmusik, Gesang).
Zu den Autoren des Verlages gehören u. a. Remigius Bäumer und Leo Scheffczyk (Marienlexikon, 6 Bände, 1988–1994), Walter Brandmüller (Handbuch der Bayerischen Kirchengeschichte, 3 Bände, 1991–1999), Paul Imhof (Grundkurs Ignatianischer Spiritualität, 3 Bände, 1992) sowie Walter Dürig, Helmut Koester, Alfred Läpple und Theo Schmidkonz.

### Zeitschriften
- Münchener Theologische Zeitschrift
- Orthodoxes Forum
- Zeitschrift für Missionswissenschaft
- Ecclesia Orans
- Studien und Mitteilungen zum Benediktinerorden

### Reihen (Auswahl)
- Arbeiten zu Text und Sprache im Alten Testament
- Bayerische Landesgeschichte und Europäische Regionalgeschichte
- Extemporalia
- Forschungen zur Landes- und Regionalgeschichte
- Germania Benedictina
- Münchener Theologische Studien
- Ottilianer Reihe
- Pallotinische Studien zu Kirche und Welt
- Regulae Benedicti Studia
- Studien und Mitteilungen zur Geschichte des Benediktinerordens und seiner Zweige